# Rävsholmen
Rävsholmen är ett naturreservat i Norrköpings kommun i Östergötlands län.
Området är naturskyddat sedan 1995 och är 45 hektar stort. Reservatet omfattar större delen av ön med detta namn i norra yttre delen av Slätbaken. Reservatet består av betesmark och gamla ekar.